# Еміль Ру
Ру П'єр Па́уль Емі́ль (фр. Pierre Paul Émile Roux; 17 грудня 1853 — 3 листопада 1933) — французький мікробіолог.
Вивчав медицину, мікробіологію в Клермон-Ферранському університеті. Багато років по тому був асистентом у Паризькому університеті в лабораторії Луї Пастера, 1881 року йому було присуджено науковий ступінь доктора медицини
Виділив дифтерійний токсин та розробив антидифтерійну сироватку; співавтор однієї з перших праць про віруси. Один з соратників Луї Пастера та засновників інституту його імені. По смерті свого вчителя багаторічний директор цього інституту.
У 1888 році, після відкриття німецьким бактеріологом Фрідріхом Лефлером (Friedrich Loffler, 1852—1915) збудника дифтерії, Еміль Ру спільно з Александом Єрсеном, з'ясували, що дифтерійний мікроб продукує екзотоксин, який спричинює патологічні зміни при експериментальному введенні в організм тварин. У 1891 році ці вчені вперше застосували пасивну імунізацію проти дифтерії та правця. У 1894 році Еміль Ру зумів застосувати сироватку, імунізовану дифтерійним токсином коня, для лікування людей від дифтерії. Також вивчав проблеми сибірки, холери, сказу.